# 世界网球锦标赛
世界网球锦标赛（英語：World Championship Tennis，简称 WCT），或称为「世界网球锦标赛巡回赛」，成立于1968年，是一项男子职业网球巡回赛事（第一批选手于1967年底签约），一直持续到1990年ATP巡回赛创立。与WCT签约的网球选手们根据他们在WCT巡回赛中的比赛成绩在一个特殊的WCT排名中排名。
WCT对网球的商业化发展产生了重要影响。它制定了一个决胜局制度，并为球员配备彩色服装，这在当时是一个激进的想法。WCT还强烈鼓励观众为选手加油，而不是像以前那些更古板的网球观众那样礼貌地鼓掌，他们公开强调他们的奖金结构和特别奖金池是吸引顶级选手的激励因素。大奖赛网球巡回赛（Grand Prix tennis circuit）和世界网球锦标赛（WCT）是当前男子选手所参加ATP巡回赛的两个前身，逐渐合并形成现在的ATP巡回赛。现在一些知名网球赛事源自于WCT巡回赛体系。

## 历史
世界网球锦标赛于1967年9月由来自新奥尔良的体育推广人大卫·迪克森创立，他亲眼目睹了职业网球巡回赛在开放时代之前的惨淡状况，当时他观看了一场罗德·拉沃和肯·罗斯威尔间堪称巨头对阵的比赛，但没有得到很好的推广，他觉得很遗憾。那年8月，他向拉马尔·亨特和小艾尔·希尔提出了举办职业网球巡回赛的想法，两人同意投资。 WCT是在七十年代早期签订合同的职业网球巡回赛。
参加WCT最初的8名选手约翰·纽康姆、托尼·罗奇、尼古拉·皮利奇、罗杰·泰勒、皮埃尔·巴尔泰斯、布奇·布赫霍尔兹、克利夫·德赖斯代尔和丹尼斯·拉尔斯顿等被成为WCT「八杰」（“Handsome Eight”）。第一届WCT锦标赛于1968年1月在澳大利亚悉尼举行，使用的是VASSS记分系统。据体育记者罗德·汉弗莱斯称，第一项赛事是在澳大利亚七号电视网电视演播室的停车场仓促组织了比赛，托尼·罗奇赢得了冠军。第一届美国WCT锦标赛于1968年2月在堪萨斯城举行。1968年3月，亨特和希尔接管了迪克森在WCT公司50%的股份，迪克森离开了该组织。WCT在第一年的运营中亏损了30万美元。小艾尔·希尔成为WCT的新总裁。
到1970年初,WCT已签署了其他球员，（马蒂·里森，雷蒙德·摩尔，汤姆·奥克尔，阿瑟·阿什），7月开始又从其他主要专业组织挖角知名球员，比如与WCT竞争的全国网球联盟（NTL），后者是大奖赛网球巡回赛的组织者，当时他们旗下有不少签约球员，比如肯·罗斯威尔、安德烈斯·希梅诺、潘乔·冈萨雷斯和弗雷德·施托勒，罗伊·爱默生等。
1971年，WCT巡回赛在全球范围内发展到21个巡回赛赛事。
1971年7月，在国际草地网球联合会(ILTF)的年度会议上，投票决定从1972年开始禁止所有与WCT签约的职业选手参加ILTF的比赛以及使用ILTF的场地。 在1971年的WCT赛季结束时，该赛季排名前八的选手根据他们的WCT排名被列为种子选手，并在11月参加了年终总决赛，这非常类似于竞争对手大奖赛网球巡回赛在两周前举办的网球赛事，被称为「大师赛」。由于商业原因，从1972年开始，这项在室内地毯上举行的网球赛通常于每年的春季在德克萨斯州的达拉斯举行，后来被称为WCT总决赛。这项赛事持续了19年，最后一次举办是在1989年。这种比赛形式一直延续到职业网球联合会（ATP）所组织的年终总决赛中。
1972年4月，ILTF和WCT达成协议，将1973年的巡回赛分成1月到5月举行的WCT巡回赛和剩余时间举办的大奖赛巡回赛。在这个协议下，WCT选手再次被允许参加大奖赛。
1978年，WCT巡回赛并入了大奖赛巡回赛。1981年4月30日，WCT宣布退出大奖赛巡回赛，并在1982年建立自己的全年赛季。根据拉马尔·亨特的说法，他们退出的原因是大奖赛巡回赛管理机构——男子职业网球委员会对他们施加的限制。1983年1月，WCT起诉男子国际职业网球理事会（MIPTC） ，职业网球联合会（ATP）和国际网球联合会（ITF），声称这是不公平的竞争限制。1983年11月达成解决方案，WCT从1985年开始重新加入大奖赛巡回赛。
1989年是WCT的最后一个赛季。ATP从1990年起建立了自己的网球巡回赛。1990年8月28日，在纽约森林小丘举办WCT冠军巡回赛之后，WCT宣布解散。

## 相关
- 大奖赛网球巡回赛
- 职业网球联合会（ATP）
- 国际网球联合会（LTF）